# Хайнувский повет
Хайнувский повят (пол. Powiat hajnowski, бел.  Гайнаўскі павет) — повят (район) в Польше, входит как административная единица в Подляское воеводство. Центр повята — город Хайнувка. Занимает площадь 1623,65 км². Население — 44 725 человек (на 30 июня 2015 года).

## Административное деление
- города: Хайнувка, Клещеле
- городские гмины: Хайнувка
- городско-сельские гмины: Гмина Клещеле
- сельские гмины: Гмина Бяловежа, Гмина Черемха, Гмина Чиже, Гмина Дубиче-Церкевне, Гмина Хайнувка, Гмина Нарев, Гмина Наревка

## Демография
Население повята дано на 30 июня 2015 года.
| Перепись            | Всего  | Женщины | Мужчины |
| ------------------- | ------ | ------- | ------- |
| Всего               | 44 725 | 21 648  | 23 077  |
| Городское население | 22 658 | 10 737  | 11 921  |
| Сельское население  | 22 067 | 10 911  | 11 156  |